# خسرو شاه كوكولتاش
خسرو شاه كوكولتاش كان أحد قادة سلطنة مغول الهند . قبل أن يصل بابور، السلطان المغولي، إلى السلطة، كان أميرًا هنديًا. قدم خسرو شاه البيعة والولاء لبابُور عند صعوده. كان قائد الجناح الأيسر لجيش بابور في معركة خانوه، حيث هزمَت سلطنة المغول مملكة ميوار في شمال الهند.